# Back It Up (Caro Emerald)
Back it up is de debuutsingle van Caro Emerald.
Het nummer is afkomstig van het album Deleted Scenes from the Cutting Room Floor uit 2010. De single werd uitgebracht op 6 juli 2009 en bereikte de 13e positie in de Single Top 100. In de Nederlandse Top 40 kwam het tot een 12e plaats. Die werd in de 7e week gehaald.
Back it up was oorspronkelijk door drie Nederlandse producers en songwriter Vince Degiorgio (onder andere *NSYNC, Atomic Kitten, Aloha from Hell) geschreven voor een Japanse popact. Caroline van der Leeuw, beter bekend als Caro Emerald, werd benaderd voor het inzingen van de demo. Toen het niet lukte het nummer te verkopen, voegde Emerald het nummer toe aan het eigen repertoire. Het liedje bleef onbekend tot ze in 2008 het nummer live zong op de lokale Amsterdamse tv-zender AT5 onder haar artiestennaam. Hierna pakte Arrow Jazz FM het nummer op, zodat ze ook buiten Amsterdam bekend werd.

## Afspeellijst
Back It Up – EP
1. "Back It Up" – 3:52
2. "Back It Up" (radio edit) – 3:34
3. "Back It Up" (instrumental) – 3:51
4. "Back It Up" (a capella) – 3:25

Back It Up (Kraak & Smaak Remix) - Single
1. "Back It Up" (Kraak & Smaak remix) – 5:26

Back It Up (Hitmeister D Remix)
1. "Back It Up" (Hitmeister D remix) – 4:29

## Hitnoteringen

### Nederlandse Top 40
| Hitnotering: 15-08-2009 t/m 31-10-2009 | Hitnotering: 15-08-2009 t/m 31-10-2009 | Hitnotering: 15-08-2009 t/m 31-10-2009 | Hitnotering: 15-08-2009 t/m 31-10-2009 | Hitnotering: 15-08-2009 t/m 31-10-2009 | Hitnotering: 15-08-2009 t/m 31-10-2009 | Hitnotering: 15-08-2009 t/m 31-10-2009 | Hitnotering: 15-08-2009 t/m 31-10-2009 | Hitnotering: 15-08-2009 t/m 31-10-2009 | Hitnotering: 15-08-2009 t/m 31-10-2009 | Hitnotering: 15-08-2009 t/m 31-10-2009 | Hitnotering: 15-08-2009 t/m 31-10-2009 | Hitnotering: 15-08-2009 t/m 31-10-2009 | Hitnotering: 15-08-2009 t/m 31-10-2009 |
| Week                                   | 1                                      | 2                                      | 3                                      | 4                                      | 5                                      | 6                                      | 7                                      | 8                                      | 9                                      | 10                                     | 11                                     | 12                                     |                                        |
| -------------------------------------- | -------------------------------------- | -------------------------------------- | -------------------------------------- | -------------------------------------- | -------------------------------------- | -------------------------------------- | -------------------------------------- | -------------------------------------- | -------------------------------------- | -------------------------------------- | -------------------------------------- | -------------------------------------- | -------------------------------------- |
| Nummer                                 | 30                                     | 23                                     | 20                                     | 19                                     | 17                                     | 13                                     | 12                                     | 15                                     | 18                                     | 24                                     | 35                                     | 38                                     | uit                                    |

### NederlandseSingle Top 100
| Hitnotering: (Week 1 t/m 21) 25-07-2009 t/m 12-12-2009 Hitnotering: (Week 22 t/m 34) 23-03-2010 t/m 12-06-2010 | Hitnotering: (Week 1 t/m 21) 25-07-2009 t/m 12-12-2009 Hitnotering: (Week 22 t/m 34) 23-03-2010 t/m 12-06-2010 | Hitnotering: (Week 1 t/m 21) 25-07-2009 t/m 12-12-2009 Hitnotering: (Week 22 t/m 34) 23-03-2010 t/m 12-06-2010 | Hitnotering: (Week 1 t/m 21) 25-07-2009 t/m 12-12-2009 Hitnotering: (Week 22 t/m 34) 23-03-2010 t/m 12-06-2010 | Hitnotering: (Week 1 t/m 21) 25-07-2009 t/m 12-12-2009 Hitnotering: (Week 22 t/m 34) 23-03-2010 t/m 12-06-2010 | Hitnotering: (Week 1 t/m 21) 25-07-2009 t/m 12-12-2009 Hitnotering: (Week 22 t/m 34) 23-03-2010 t/m 12-06-2010 | Hitnotering: (Week 1 t/m 21) 25-07-2009 t/m 12-12-2009 Hitnotering: (Week 22 t/m 34) 23-03-2010 t/m 12-06-2010 | Hitnotering: (Week 1 t/m 21) 25-07-2009 t/m 12-12-2009 Hitnotering: (Week 22 t/m 34) 23-03-2010 t/m 12-06-2010 | Hitnotering: (Week 1 t/m 21) 25-07-2009 t/m 12-12-2009 Hitnotering: (Week 22 t/m 34) 23-03-2010 t/m 12-06-2010 | Hitnotering: (Week 1 t/m 21) 25-07-2009 t/m 12-12-2009 Hitnotering: (Week 22 t/m 34) 23-03-2010 t/m 12-06-2010 | Hitnotering: (Week 1 t/m 21) 25-07-2009 t/m 12-12-2009 Hitnotering: (Week 22 t/m 34) 23-03-2010 t/m 12-06-2010 | Hitnotering: (Week 1 t/m 21) 25-07-2009 t/m 12-12-2009 Hitnotering: (Week 22 t/m 34) 23-03-2010 t/m 12-06-2010 | Hitnotering: (Week 1 t/m 21) 25-07-2009 t/m 12-12-2009 Hitnotering: (Week 22 t/m 34) 23-03-2010 t/m 12-06-2010 | Hitnotering: (Week 1 t/m 21) 25-07-2009 t/m 12-12-2009 Hitnotering: (Week 22 t/m 34) 23-03-2010 t/m 12-06-2010 | Hitnotering: (Week 1 t/m 21) 25-07-2009 t/m 12-12-2009 Hitnotering: (Week 22 t/m 34) 23-03-2010 t/m 12-06-2010 | Hitnotering: (Week 1 t/m 21) 25-07-2009 t/m 12-12-2009 Hitnotering: (Week 22 t/m 34) 23-03-2010 t/m 12-06-2010 | Hitnotering: (Week 1 t/m 21) 25-07-2009 t/m 12-12-2009 Hitnotering: (Week 22 t/m 34) 23-03-2010 t/m 12-06-2010 | Hitnotering: (Week 1 t/m 21) 25-07-2009 t/m 12-12-2009 Hitnotering: (Week 22 t/m 34) 23-03-2010 t/m 12-06-2010 | Hitnotering: (Week 1 t/m 21) 25-07-2009 t/m 12-12-2009 Hitnotering: (Week 22 t/m 34) 23-03-2010 t/m 12-06-2010 |
| Week | 1 | 2 | 3 | 4 | 5 | 6 | 7 | 8 | 9 | 10 | 11 | 12 | 13 | 14 | 15 | 16 | 17 | 18 |
| --- | --- | --- | --- | --- | --- | --- | --- | --- | --- | --- | --- | --- | --- | --- | --- | --- | --- | --- |
| Nummer | 83 | 92 | 67 | 33 | 39 | 43 | 16 | 16 | 29 | 25 | 42 | 25 | 30 | 33 | 25 | 35 | 36 | 42 |
| Week | 19 | 20 | 21 | | 22 | 23 | 24 | 25 | 26 | 27 | 28 | 29 | 30 | 31 | 32 | 33 | 34 | |
| Nummer | 66 | 75 | 88 | uit | 23 | 54 | 40 | 13 | 14 | 14 | 33 | 18 | 47 | 58 | 63 | 56 | 74 | uit |

### VlaamseUltratop 50
| Hitnotering: (Week 1 t/m 2) 25-09-2010 t/m 02-10-2010 Hitnotering: (Week 3) 13-11-2010 | Hitnotering: (Week 1 t/m 2) 25-09-2010 t/m 02-10-2010 Hitnotering: (Week 3) 13-11-2010 | Hitnotering: (Week 1 t/m 2) 25-09-2010 t/m 02-10-2010 Hitnotering: (Week 3) 13-11-2010 | Hitnotering: (Week 1 t/m 2) 25-09-2010 t/m 02-10-2010 Hitnotering: (Week 3) 13-11-2010 | Hitnotering: (Week 1 t/m 2) 25-09-2010 t/m 02-10-2010 Hitnotering: (Week 3) 13-11-2010 | Hitnotering: (Week 1 t/m 2) 25-09-2010 t/m 02-10-2010 Hitnotering: (Week 3) 13-11-2010 |
| Week                                                                                   | 1                                                                                      | 2                                                                                      |                                                                                        | 3                                                                                      |                                                                                        |
| -------------------------------------------------------------------------------------- | -------------------------------------------------------------------------------------- | -------------------------------------------------------------------------------------- | -------------------------------------------------------------------------------------- | -------------------------------------------------------------------------------------- | -------------------------------------------------------------------------------------- |
| Nummer                                                                                 | 33                                                                                     | 40                                                                                     | uit                                                                                    | 50                                                                                     | uit                                                                                    |

### NPO Radio 2 Top 2000
| Nummer met noteringen in de NPO Radio 2 Top 2000 | '10 | '11 | '12 | '13 | '14  | '15  | '16  |
| ------------------------------------------------ | --- | --- | --- | --- | ---- | ---- | ---- |
| Back It Up                                       | 197 | 585 | 668 | 752 | 1097 | 1290 | 1931 |

1. ↑  Een vetgedrukt getal geeft de hoogste notering aan.
2. ↑  2010 was het eerste jaar met een notering voor dit nummer.
3. ↑  Deze tabel is bijgewerkt tot en met de laatste editie (2024).